# D (мова програмування)
D — об'єктно-орієнтована, імперативна, багатопарадигмова мова програмування. Мова створена Волтером Брайтом (англ. Walter Bright), засновником компанії Digital Mars. Хоча D виникла як реінжиніринг C++, D — це самостійна мова, в якій змінено деякі основні принципи C++; також багато взято із інших мов, зокрема Java, Python, Ruby, C# і Eiffel.
В D зроблено спробу поєднати швидкість мов, які використовують компіляцію, із безпекою і потужною виразністю сучасних мов з динамічною типізацією. Особливістю D є те, що код зазвичай такий же швидкий, як еквівалентний на C++, при цьому код коротший і в ньому застосовується безпечне виділення пам'яті, у той час, як перевірка меж, розробка за контрактами і типи, безпечні для багатопотоковості, дозволяють зменшити кількість помилок у програмному продукті.
Визначення типу (Type inference), автоматичне управління пам'яттю, вбудоване модульне тестування і «синтаксичний цукор» для основних типів забезпечують можливості коротшого циклу розробки програм з меншою кількістю помилок.

## Основні можливості
Мова програмування D розроблялася одночасно з розвитком компілятора для цієї мови, і після засвоєння уроків, отриманих із практичного використання C++. Хоча мова D використовує багато понять C і C ++, вона також відкидає деякі (невдалі на думку розробників) підходи цих мов, або ж використовує зовсім інший підхід (як і синтаксис) для досягнення певних цілей. Початковий код на D не сумісний з C++, однак D була обмежена правилом, що будь-який код для C повинен залишатися сумісним з кодом для D, і повинен виконуватись однаково.
D набагато раніше за C++ отримала засоби для функційного програмування, такі як замикання (closures), анонімні функції, функції виконання часу компіляції, проміжки (ranges) та вбудовані концепції ітерації для контейнерів та автовивід типу для інструкцій. В D також з самого початку додали до функціональності C++ дизайн за контрактом, вбудоване модульне тестування, справжні модулі, збирач сміття, масиви як сутності першого класу, асоціативні масиви, динамічні масиви, слайси масивів, вкладені функції, ліниві обчислення, області (відкладеного) виконання коду та кращий і повністю реконструйований синтаксис шаблонів для динамічного узагальненого програмування.
D також зберегла здатність C++ створювати програми низького рівня та розуміє вбудовані інструкції-вставки на асемблері. Множинне успадкування з C++ було замінено єдиним успадкуванням у стилі Java з інтерфейсами та домішками (mixins). З іншого боку, синтаксис декларацій, інструкцій та виразів D нагадує C++. D також має вбудовану підтримку коментарів документації, яка дозволяє автоматично створювати документацію з допомогою компілятора. В екосистему мови D також входить стандартна бібліотека phobos та надзвичайно продуманий менеджер пакунків Dub, що дозволяє автоматизувати компіляцію та збирання програми з допомогою простого json-файлу.

## Hello World!
```
import
 
std
.
stdio
;

void
 
main
()

{

    
writeln
(
"Hello world!"
);

}

```